# John Watkins Brett
Pour les articles homonymes, voir Brett.
John Watkins Brett (1805-1863) était un ingénieur télégraphique anglais, inventeur de la télégraphie sous-marine.

## Biographie
John Watkins Brett est né à Bristol en 1805 était le fils de William Brett, un ébéniste. Brett est connu comme le fondateur de la télégraphie sous-marine. Après quelques années passées à travailler sur l'idée de transmettre de l'électricité par des câbles immergés afin de pouvoir acheminer des signaux télégraphiques, il conçut le projet de relier la France et l'Angleterre avec un tel câble sous-marin traversant la Manche. Obtenant l'accord de Louis-Philippe en 1847, le projet aboutit trois ans plus tard : en 1850, la première liaison télégraphique sous-marine était prête à fonctionner. Six ans plus tard, il crée avec Cyrus Field et Charles Tilston Bright l'Atlantic Telegraph Company dans le but d'établir la première liaison télégraphique transatlantique. L'ambitieux projet n'aboutira finalement qu'en 1866. Brett ne pourra toutefois pas savourer ce triomphe, il mourut le 3 décembre 1863 à l'âge de 58 ans. Sa dépouille repose dans le caveau familial dans le cimetière de Westbury-on-Trym, près de Bristol.